# Moreno Musetti
Moreno Musetti (Ortonovo, 13 marzo 1963) è un ex ciclista su strada italiano, professionista dal 1986 al 1988.

## Carriera
Nella categoria dilettanti corse nell'U.C. Serravalle vincendo diverse gare: tra esse una tappa al Giro del Friuli, la Coppa d'Argento a Cirié, la Corsa di Coppi ad Alassio e il Giro delle Due Provincie a Cascina.
Gareggiò per tre anni tra i professionisti, dal 1986 al 1988, nella squadra Santini-Cierre, poi divenuta Selca-Conti; non colse vittorie né piazzamenti di rilievo, ma partecipò al Giro d'Italia 1988, ritirandosi durante la sesta tappa a causa della frattura di due costole rimediata prima dell'inizio della corsa.
Nel 1988 smise di correre, diventando vigile urbano nonché direttore sportivo di squadre dilettanti.

## Piazzamenti

### Grandi Giri
- Giro d'Italia

1988: ritirato (6ª tappa)